# Залъф
Залъф (на турски: Kırcasalih) е село в Източна Тракия, Турция, вилает Одрин.

## География
Селото се намира на 45 км южно от Одрин.

## История
В XIX век Залъф е албанско село във Узункьоприйска кааза в Одринския вилает на Османската империя. Според „Етнография на вилаетите Адрианопол, Монастир и Салоника“, издадена в Константинопол в 1878 година и отразяваща статистиката на населението от 1873 година, Залъф (Zalyf) има 400 домакинства и 1740 жители албанци.
Селото е било прочуто със своите вина. По време на Междусъюзническата война през 1913 година турската армия, изтребвайки и прочиствайки Източна Тракия от българите, зверски избива 687 албанци християни от Залъф.
При избухването на Балканската война в 1912 година двама души от Залъф са доброволци в Македоно-одринското опълчение.

## Личности
Родени в Залъф
- Кочо Димитров, македоно-одрински опълченец, земеделец, неграмотен, 2 рота на 10 прилепска дружина[4]
- Ставро Сотиров, македоно-одрински опълченец, 1 рота на 3 солунска дружина[5]